# ابجا-وانامواسا
ابجا-وانامواسا (به لاتین: Abja-Vanamõisa) یک روستا در استونی با جمعیت ۹۵ نفر است که در ابجا پاریش واقع شده‌است.